# 86-я улица (линия Четвёртой авеню, Би-эм-ти)
|   |   |   |   |
| · | · | · | · |

|   |   |   |   |
| · | · | · | · |

«86-я улица» (англ. 86th Street) — станция Нью-Йоркского метрополитена, расположенная на линии Четвёртой авеню, Би-эм-ти. Станция находится в Бруклине, в округе Бей-Ридж, на пересечении 86-й улицы с 4-й авеню. На станции останавливается маршрут R (круглосуточно).
Станция расположена на двухпутном участке линии и имеет единственную островную платформу. Название станции представлено как в виде мозаик на стенах, так и в виде стандартной чёрной таблички на колоннах. Станция отделана в тёмных тонах. Колонны и в мезонине, и на платформе окрашены в зелёный цвет. Только небольшой участок с северного конца отделан белой плиткой — это результат удлинения платформы. В 2007 году на ремонт станции было выделено порядка $8,5 млн. Работы приняли масштабный характер, поскольку станция находилась в упадочном состоянии. Была проведена капитальная реставрация стен, модернизирована система освещения, лестницы и платформы. Реконструкция закончилась в 2010 году.
Станция имеет два выхода. Круглосуточный (основной) расположен с южного конца станции. Он представлен мезонином, где находится турникетный павильон. Большая часть мезонина, расположенного над платформой, доступна только для работников метрополитена. Этот выход приводит к южным углам перекрёстка 86-й улицы с 4-й авеню. Второй выход расположен с северного конца. Он также представлен мезонином над платформами. Выход приводит к перекрёстку 85-й улицы с Бэй Ридж авеню. Мезонины, как и сама станция, отделаны мозаикой.
Первоначально планировалось, что линия будет четырёхпутной, а сама станция — остановкой для всех поездов. Платформа расположена на месте предполагаемой западной платформы, на которую должны были прибывать поезда из Манхэттена. Некоторое время эта станция была даже конечной: в период с 1916 по 1925 год. Следующая станция — Bay Ridge — 95th Street — открыта была только 27 октября 1925 года.